# Ion Ansotegi
Ion Ansotegui Gorostola (ur. 13 lipca 1982 w Berriatui) – piłkarz hiszpański pochodzenia baskijskiego grający na pozycji środkowego obrońcy w RCD Mallorca.

## Kariera klubowa
Karierę piłkarską Ansotegui rozpoczął w klubie SD Eibar. Od 2001 do 2002 roku grał w rezerwach tego klubu, ale zaliczył też jeden występ w pierwszym zespole Eibaru w Segunda División. W sezonie 2002/2003 był wypożyczony z Eibaru do Barakaldo CF, które występowało wówczas w rozgrywkach Segunda División B.
W 2003 roku Ansotegui przeszedł do Realu Sociedad z miasta San Sebastián. W latach 2003–2006 grał w zespole rezerw Realu. Na początku 2006 roku awansował do kadry pierwszego zespołu Realu. 22 stycznia 2006 zadebiutował w Primera División w zremisowanym 3:3 domowym meczu z Athletikiem Bilbao. 1 kwietnia 2006 w domowym spotkaniu z Málagą (3:0) strzelił swojego pierwszego gola w barwach Realu. Na koniec sezonu 2006/2007 spadł z Realem do Segunda División i na tym szczeblu rozgrywek grał przez kolejne trzy sezony. W 2010 roku Ansotegui z Realem powrócił do Primera División po tym, jak klub z San Sebastián wywalczył mistrzostwo Segunda División.
| Sezon   | Klub            | Kraj      | Rozgrywki          | Mecze | Bramki |
| ------- | --------------- | --------- | ------------------ | ----- | ------ |
| 2001/02 | SD Eibar        | Hiszpania | Segunda División   | 1     | 0      |
| 2001/02 | SD Eibar B      | Hiszpania | Segunda División B | 35    | 0      |
| 2002/03 | Barakaldo CF    | Hiszpania | Segunda División B | 17    | 2      |
| 2003/04 | Real Sociedad B | Hiszpania | Segunda División B | ?     | ?      |
| 2004/05 | Real Sociedad B | Hiszpania | Segunda División B | ?     | ?      |
| 2005/06 | Real Sociedad   | Hiszpania | Primera División   | 13    | 1      |
| 2005/06 | Real Sociedad B | Hiszpania | Segunda División B | ?     | ?      |
| 2006/07 | Real Sociedad   | Hiszpania | Primera División   | 20    | 2      |
| 2007/08 | Real Sociedad   | Hiszpania | Segunda División   | 18    | 0      |
| 2008/09 | Real Sociedad   | Hiszpania | Segunda División   | 26    | 1      |
| 2009/10 | Real Sociedad   | Hiszpania | Segunda División   | 40    | 4      |
| 2010/11 | Real Sociedad   | Hiszpania | Primera División   | 32    | 1      |
| 2011/12 | Real Sociedad   | Hiszpania | Primera División   | 9     | 0      |
| 2012/13 | Real Sociedad   | Hiszpania | Primera División   | 7     | 0      |
| 2013/14 | Real Sociedad   | Hiszpania | Primera División   | 24    | 2      |
| 2014/15 | Real Sociedad   | Hiszpania | Primera División   | 19    | 0      |
| 2015/16 | SD Eibar        | Hiszpania | Primera División   | 8     | 0      |
| 2016/17 | RCD Mallorca    | Hiszpania | Segunda División   | 21    | 2      |